# No Doubt
No Doubt és un grup de Soft Rock d'Anaheim, Califòrnia. La seva música estava als seus inicis profundament influenciada pel pop rock i l'ska, evolucionant posteriorment més cap al Soft Rock. També van rebre influència dels estils del reggae jamaicà, com per exemple el grup Lady Saw amb qui van actuar en diferents ocasions.
Els seus èxits més notables són "Just A Girl", "Hella Good", "It's My Life" (original del grup Talk Talk), "Ex-Girlfriend", "Simple Kind Of Life", "New" i "Don't Speak" (que és el més conegut).

## Història
Erick Stefani va formar No Doubt a Aneheim, Califòrnia, juntament amb el seu amic John Spence al novembre de 1986. La germana petita d'Erick, Gwen Stefani, va començar a participar en el grup aquell mateix any com a co-vocalista; i, a poc a poc, van anar gravant "demos" i mostrant-los pel comtat d'Orange. D'aquesta manera, Tony Kanal va arribar al grup com a baixista.
L'any 1987, John Spence es va suïcidar, deixant Gwen com a única vocalista. Encara que aquesta mort va suposar un cop molt fort per a la banda, van continuar amb el projecte. Entre el 1988 i 1989, s'hi van integrar dos nous membres: Tom Dumont com a guitarrista i Adrian Young com a bateria.

### No Doubt Àlbum
L'any 1991 van rebre l'oferta de gravar, durant el 1992, el seu primer disc homònim en la companyia Interscope Records. El seu primer senzill i únic d'aquest àlbum és Trapped in a Box.
L'àlbum no va tenir l'èxit esperat, tot i els comentaris que el president de la discografia li feia: "Stefani serà una estrella d'aquí a cinc anys". Raó no li faltava però aquests comentaris no es van complir fins al cap de més temps. Després del desafortunat desastre d'aquest primer disc, la discogràfica va perdre una mica de fe en el grup i va retirar tot el suport financer, cosa que va provocar no es va promocionar cap més senzill, no hi va haver cap gira i es van quedar sense gravar cap més cançó.
No Doubt no pensava quedar-se a casa i va realitzar la gira organitzant-ho tot i amb els seus propis diners. Van viatjar per tot el país amb una camioneta. durant tot aquest temps van compondre deu cançons noves, les quals es troben en el seu segon àlbum, The Beacon Street Collection, que no va ser promocionat per la discogràfica sinó que el venien als concerts independentment. Les còpies d'aquest nou disc es van vendre molt ràpidament: 1000 còpies en només dues setmanes.

### Tragic Kingdom
L'any 1993, Interscope va decidir tornar a firmar un contracte amb el grup després d'haver observat el resultat de la gira. Després d'això, durant dos anys i mig, es van posar a preparar el següent disc, Tragic Kingdom, el qual es va gravar en 11 estudis diferents. Abans d'acabar aquest àlbum, l'any 1994, Eric Stefani va abandonar el grup perquè no li agradava com s'estava portant la direcció i va decidir començar una carrera d'animació de dibuixos animats a la sèrie "Els Simpson".
Tragic Kingdom va sortir a la venda el dia 10 d'octubre de 1995. L'àlbum és un còctel d'estils musicals que ara són vinculats directament amb No Doubt: ska, reggea, pop, new wave, rock de guitarra i música dance. Al principi de la sortida d'aquest disc tampoc va triomfar. Aquell any es va posar al lloc número 175 de Billboard 200. Les coses van canviar després de la sortida del primer senzill, Just A Girl, que va entrar al lloc número 10. A l'estiu el disc es va convertir en doble platí.
El segon senzill de Tragic Kingdom, Spiderwebs, també va arribar als llocs més alts del rànquing, però no tot era èxit. El problema es va formar quan la revista americana Spin va decidir publicar una notícia sobre el recent èxit del grup i en la portada de la revista només sortia una fotografia de la cantant. Entre tensions i discussions es va llançar el següent senzill i el probablement el més conegut: Don't Speak.

## Membres Actuals
- Gwen Stefani – Veu
- Tom Dumont – Guitarra, Teclats
- Tony Kanal – Baix, teclats
- Adrian Young – Bateria, Percussió

## Discografia
- 1992: No Doubt, març de 1992
- 1995: The Beacon Street Collection, març de 1995
- 1995: Tragic Kingdom, octubre de 1995
- 2000: Return of Saturn, abril de 2000
- 2001: Rock Steady, desembre de 2001
- 2012: Push and Shove[2]

## Guardons
Nominacions
- 1997: Grammy al millor nou artista